# 1188 هـ
1188 هـ هي سنة في التقويم الهجري امتدت مقابلةً في التقويم الميلادي بين سنتي 1774 و1775.

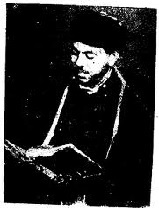
عبد الله شبر

## أحداث
- بداية حصار البصرة الذي بدأه كريم خان زند شاه إيران. واستمر 13 شهرا انتهى باحتلال المدينة.

## مواليد
- داود باشا (والي بغداد)
- عبد الله شبر
- محمد قلي الكنتوري

## وفيات
- حسن الجبرتي
- حيدر الحرفوشي
- عبد الله بن محمد العربي بن أحمد بن عبد الله معن الأندلسي
- محمد بن أحمد السفاريني
- يوهان ريسكه